# 森美樹 (小説家)
森 美樹（もり みき、1970年 - ）は、日本の小説家、少女小説家。

## 経歴・人物
埼玉県生まれ、東京都練馬区在住。1995年、第3回講談社X文庫ティーンズハート大賞（佳作）を受賞し、小説家デビュー。占い師のアシスタント、パワーストーングッズの作製、占い原稿のリライト、医療関係、金融関係などを経て小説執筆を再開する。2013年、「朝凪」で第12回女による女のためのR-18文学賞（読者賞）を受賞する（大賞受賞は朝香式の『マンガ肉と僕』）。
執筆を再開した理由について、「40歳を過ぎて、体力も気力も衰えていく中で、好きなことややりたいことを隠し、悶々としたまま過ぎていく時間を見つめているのが嫌になったため」と語っている。

## 作品リスト

### 少女小説
- 十六夜の行方（1995年12月、講談社X文庫ティーンズハート）
- 三日月のささやき（1996年4月、講談社X文庫ティーンズハート）
- スノードロップ（1996年7月、講談社X文庫ティーンズハート）
- 星くず少女の伝説（1996年12月、講談社X文庫ティーンズハート）
- 夜のひなた（2005年4月、講談社F文庫）
- ソラ色らせん（2005年8月、講談社F文庫）
- あたたかな迷路（2006年4月、講談社F文庫）

### 一般小説
- 主婦病（2015年3月、新潮社）
- 幸福なハダカ（2016年5月、新潮社）

### アンソロジー
「」内が森美樹の作品
- 私の恋愛短編集 相愛ノジカン（2005年8月、新風舎）「ミリ・グラム」
- 黒い結婚 白い結婚（2017年3月、講談社)「ダーリンは女装家」

### 絵本原作
- 台風の神様（2007年6月、ガルマダッパ出版）